# 1938 en Belgique
Chronologie de la Belgique
- 1934
- 1935
- 1936
- 1937
- 1938
- 1939
- 1940
- 1941
- 1942

Cette page concerne des événements d'actualité qui se sont produits durant l'année 1938 du calendrier grégorien, en Belgique.

## Chronologie

### Février
- 2 février : démission du ministre des Affaires économiques Philip Van Isacker. Il sera remplacé par Pierre De Smet (catholique).

### Mars
- Mars 1938 : le ministre des Finances Henri De Man (POB) propose un « plan de redressement fiscal » comprenant de nouveaux impôts visant les classes aisées. Ce projet est refusé par les autres partis[1].
- 12 mars : Henri De Man démissionne. Eugène Soudan (POB) lui succède.

### Mai
- 13 mai : chute du gouvernement Janson[2].
- 15 mai : Paul-Henri Spaak forme un nouveau gouvernement d'union nationale, sans demander la confiance de son parti[3].

### Juillet
- 30 juillet : loi relative à l'emploi des langues au sein de l'armée[4].

### Aout

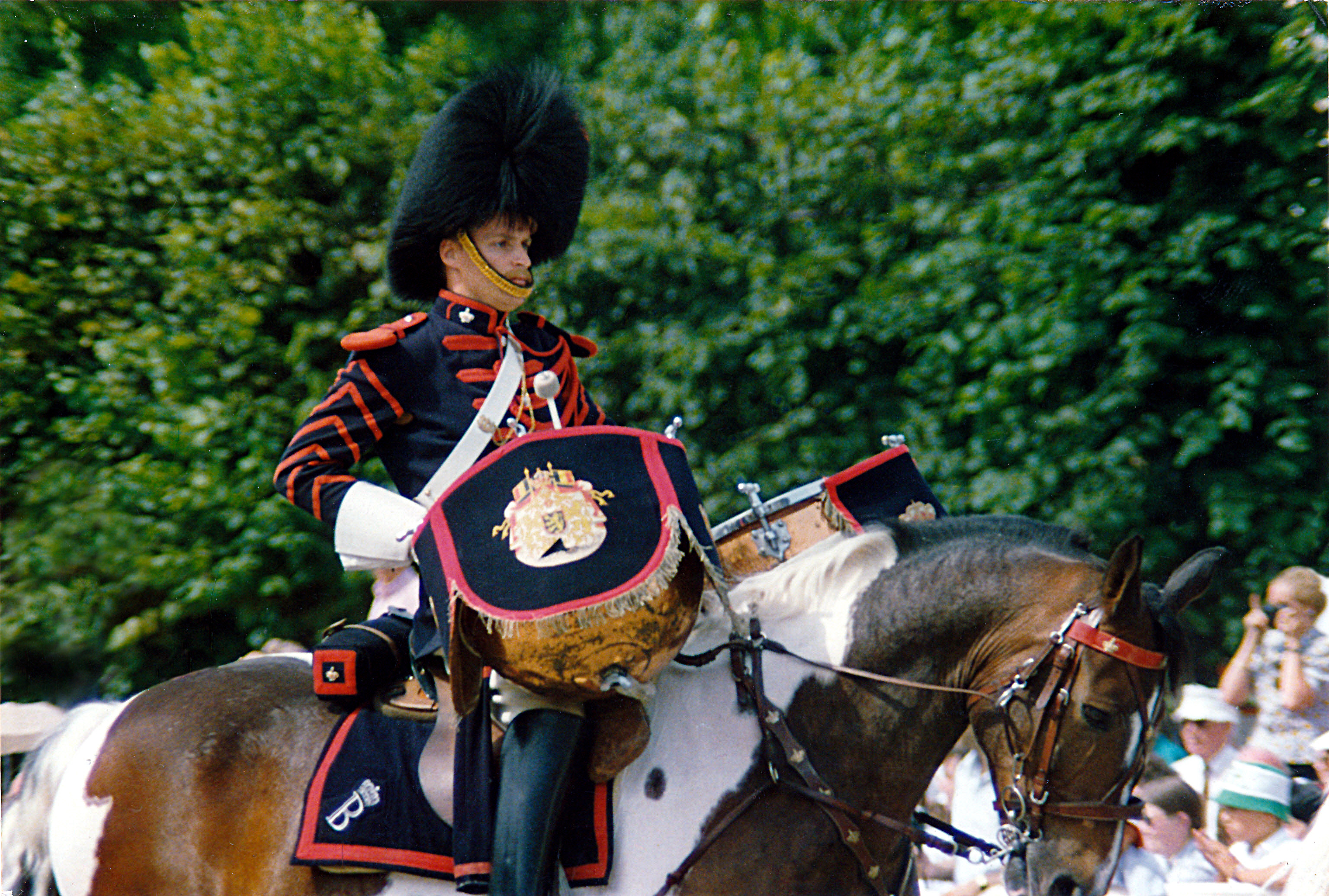
L'Escorte royale à cheval de la gendarmerie fut créée le 6 aout 1938.

- 6 aout : Création de l'Escorte royale à cheval, unité de la gendarmerie nationale chargée de l'escorte du Roi.

### Décembre
- 6 décembre : Max-Léo Gérard, ministre des Finances démissionnaire, est remplacé par Albert-Édouard Janssen (catholique).
- La nomination par le gouvernement du collaborateur Adriaan Martens (nl) à l'Académie flamande de médecine empoisonne la vie politique belge[5].

## Culture

### Architecture

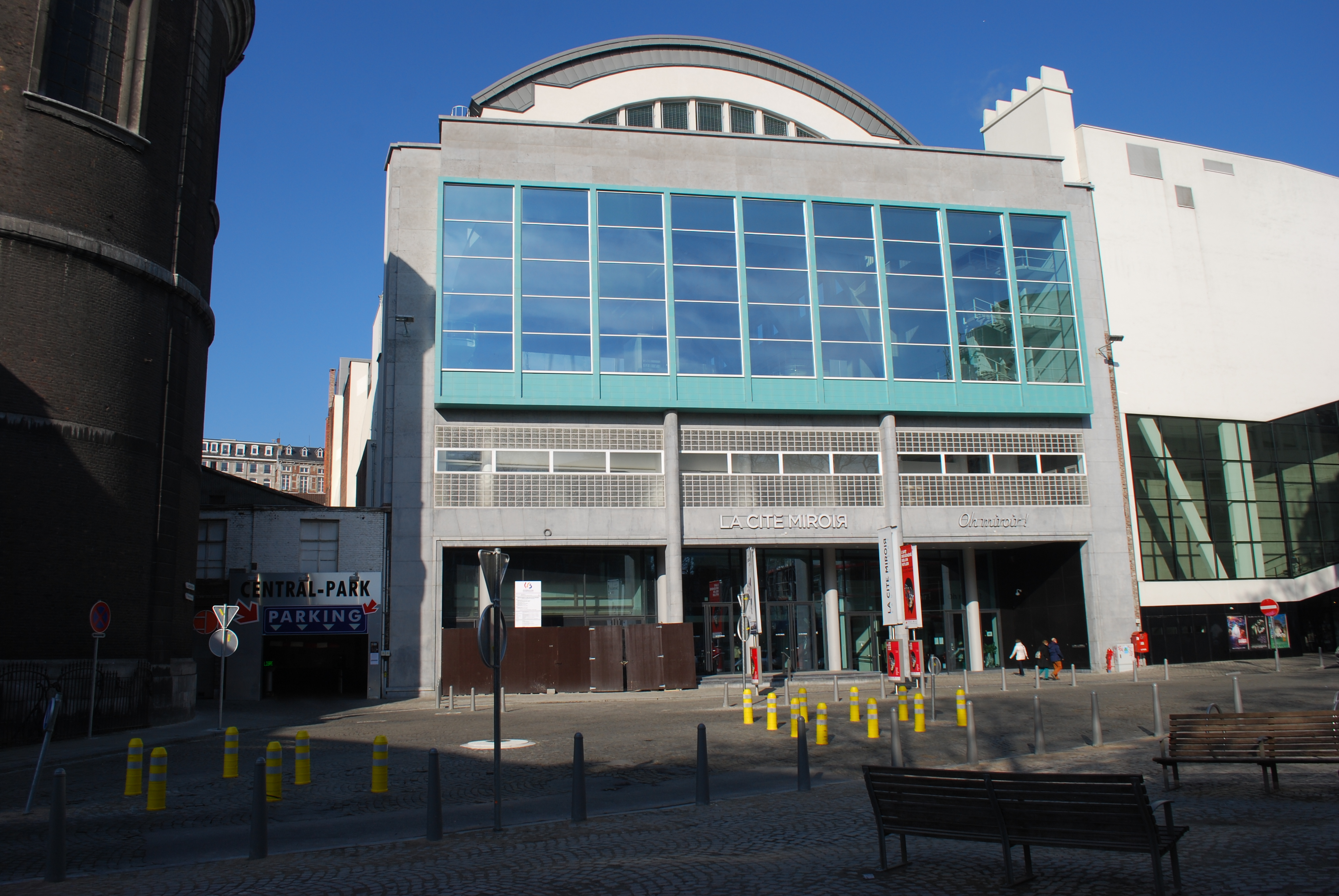
Les Bains de la Sauvenière à Liège (style « paquebot »).
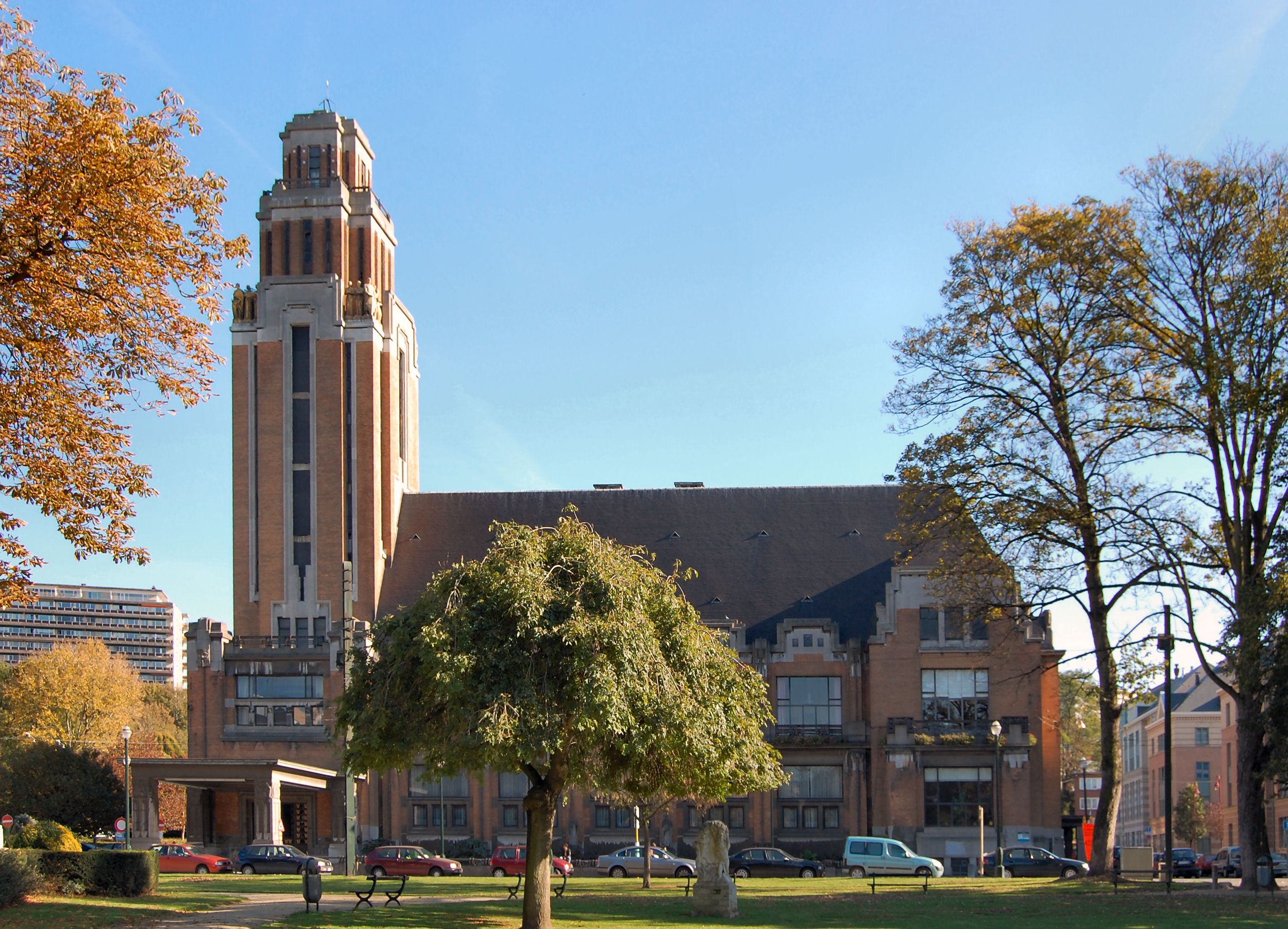
Maison communale de Forest (Art déco, Jean-Baptiste Dewin)
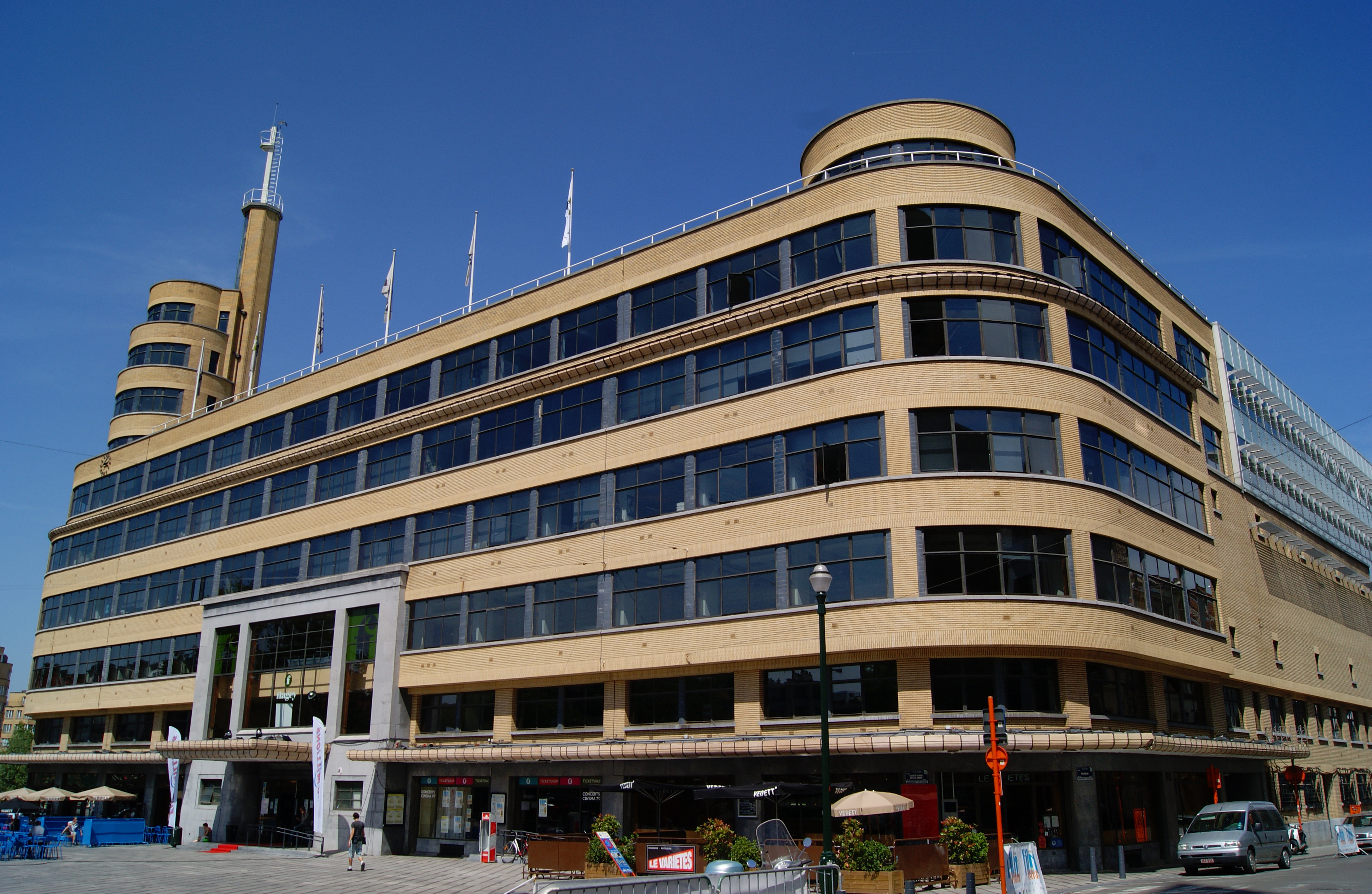
Maison de la Radio, place Flagey à Ixelles (style « paquebot »).
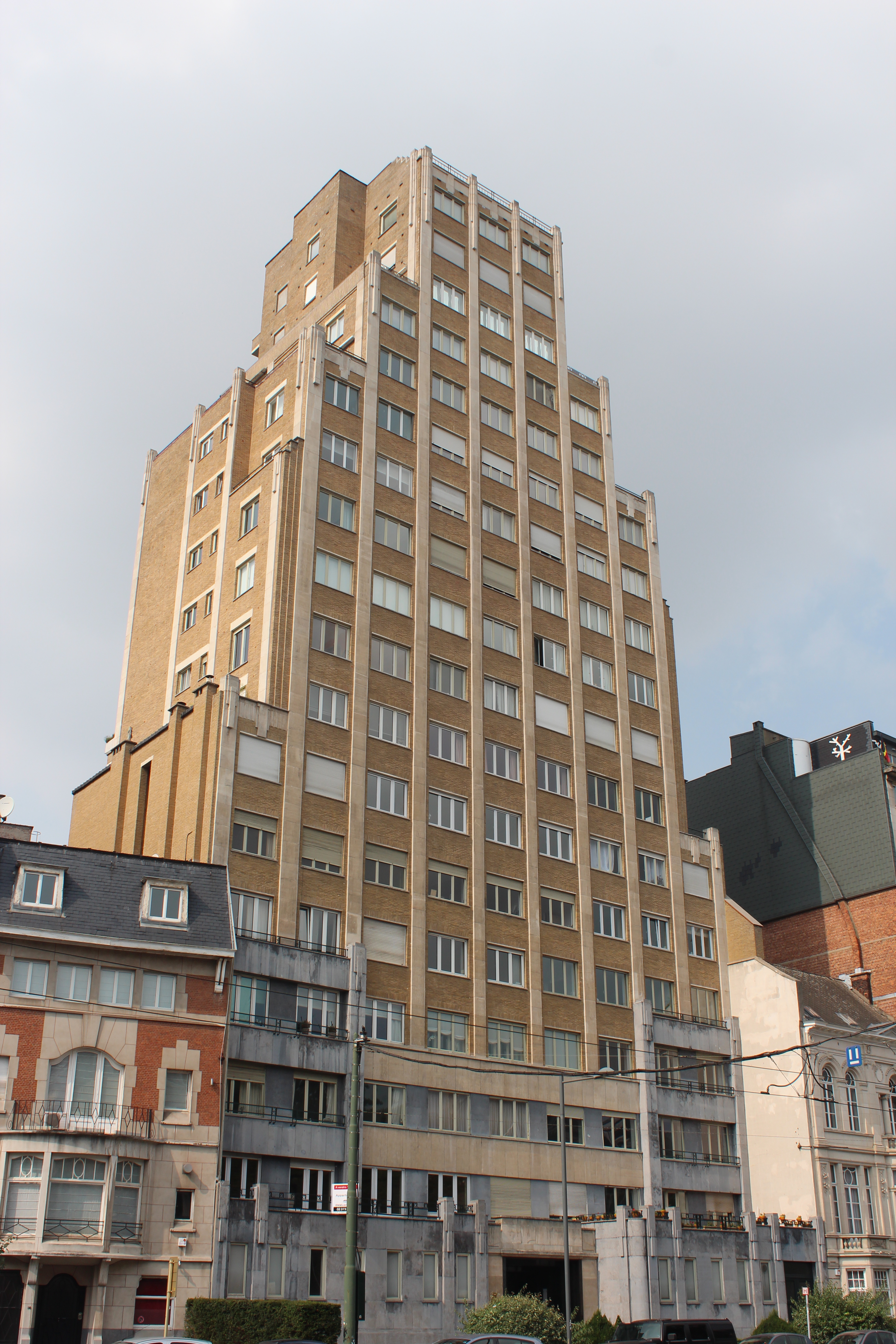
Résidence de la Cambre, le premier gratte-ciel bruxellois.

### Bande dessinée
- 21 avril : première parution du Journal de Spirou.
- L'Île Noire d'Hergé.

### Cinéma
- Henri Storck, André Thirifays et Pierre Vermeylen fondent la Cinémathèque de Belgique[6].

### Littérature
- Prix Rossel : Marguerite Guyaux, Bollèche.
- La mer de la tranquillité, recueil de poésie de Marcel Thiry[7].
- William ou la comédie de l'aventure, pièce de théâtre d'Herman Closson[8].

#### Romans deGeorges Simenon
- Ceux de la soif
- Chemin sans issue
- Le Cheval-Blanc
- L'Homme qui regardait passer les trains
- La Marie du port[9]
- Monsieur La Souris
- Les Rescapés du Télémaque
- Les Sœurs Lacroix
- Le Suspect
- Touriste de bananes
- Les Trois Crimes de mes amis

## Sciences
- Prix Nobel de physiologie ou médecine : Corneille Heymans, pour la découverte du rôle joué par le sinus et les mécanismes aortiques dans la régulation de la respiration[10].
- Prix Francqui : Jacques Errera (physico-chimie, ULB).

## Naissances
- 26 août : Robert De Middeleir, coureur cycliste († 8 juillet 2016).
- 22 octobre : Ivan De Ferm, joueur de football († 6 septembre 2015).
- 17 décembre : Jean-Claude Drouot, acteur.

## Décès
- 18 février : Édouard Anseele, homme politique (° 26 juillet 1856).
- 12 mars : Albert Desenfans, sculpteur (° 24 janvier 1845).
- 22 mars : Edgard Farasyn, peintre (° 14 août 1858).
- 12 décembre : Victor Grégoire, botaniste (° 5 décembre 1870).
- 27 décembre : Émile Vandervelde, homme politique (° 25 janvier 1866).